# Kotekarpuravalli, Arkalgud
Kotekarpuravalli là một làng thuộc tehsil Arkalgud, huyện Hassan, bang Karnataka, Ấn Độ.